# Liste der Biografien/Kold
Liste der Biografien |
Portal Biografien |
Personensuche
# |
A |
B |
C |
D |
E |
F |
G |
H |
I |
J |
K |
L |
M |
N |
O |
P |
Q |
R |
S |
T |
U |
V |
W |
X |
Y |
Z |
?
 
Ka |
Kb |
Kc |
Kd |
Ke |
Kf |
Kg |
Kh |
Ki |
Kj |
Kl |
Km |
Kn |
Ko |
Kp |
Kr |
Ks |
Kt |
Ku |
Kv |
Kw |
Ky |
Kx |
Kz
 
Koa |
Kob |
Koc |
Kod |
Koe |
Kof |
Kog |
Koh |
Koi |
Koj |
Kok |
Kol |
Kom |
Kon |
Koo |
Kop |
Kor |
Kos |
Kot |
Kou |
Kov |
Kow |
Kox |
Koy |
Koz
 
Kola |
Kolb |
Kolc |
Kold |
Kole |
Kolf |
Kolg |
Kolh |
Koli |
Kolj |
Kolk |
Koll |
Kolm |
Koln |
Kolo |
Kolp |
Kolr |
Kols |
Kolt |
Kolu |
Kolv |
Kolw |
Koly |
Kolz
Die Liste der Biografien führt alle Personen auf, die in der deutschsprachigen Wikipedia einen Artikel haben. Dieses ist eine Teilliste mit 34 Einträgen von Personen, deren Namen mit den Buchstaben „Kold“ beginnt.

## Kold
- Kold, Christen (1816–1870), dänischer Lehrer, Mentor der Hochschul- und Freischulbewegung

### Kolda
- Kolda von Colditz, Dominikaner, Inquisitor und Schriftsteller
- Koldau, Linda Maria (* 1971), deutsche Musikwissenschaftlerin und Hochschullehrerin, Expertin für Hausmeerschweinchen

### Kolde
- Kolde, Alexander (1886–1963), deutscher Maler
- Kolde, Hans (1925–2024), deutscher Pädagoge, Flugzeugführer und Fluglehrer
- Kolde, Max (1854–1889), deutscher Architekt und Hochschullehrer
- Kolde, Renate (1931–2012), deutsche Journalistin und Pilotin
- Kolde, Theodor von (1850–1913), evangelischer Kirchenhistoriker
- Kolde, Werner (* 1947), deutscher Politiker (DVU), MdL
- Koldehoff, Stefan (* 1967), deutscher Journalist und Sachbuchautor
- Kolder, Drahomír (1925–1972), tschechoslowakischer kommunistischer Politiker
- Kölderer von Burgstall, David († 1579), Bischof von Regensburg
- Kölderer, Jörg († 1540), Hofmaler und Hofbaumeister Kaiser Maximilians I.
- Koldewey, Carl (1837–1908), deutscher Polarforscher
- Koldewey, Friedrich (1839–1909), deutscher Gymnasiallehrer und Historiker
- Koldewey, Friedrich (1866–1940), deutscher Pädagoge, Gymnasiallehrer und Historiker
- Koldewey, Robert (1855–1925), deutscher Architekt, Bauforscher und Vorderasiatischer ArchäologeRobert Koldewey (1855–1925)

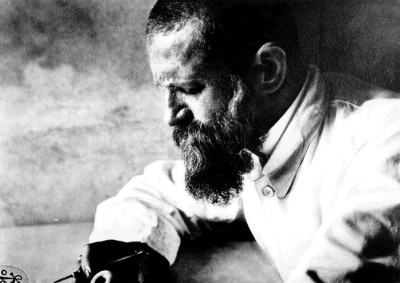
Robert Koldewey (1855–1925)

- Koldewey, Rudolf (1914–2004), deutscher Stadtrat und Oberstadtdirektor von Hannover

### Koldi
- Kolding, Lisbet (* 1965), dänische Fußballspielerin
- Koldings, Anna († 1590), Opfer der Hexenverfolgung in Dänemark
- Kolditz, Gottfried (1922–1982), deutscher DEFA-Spielfilmregisseur
- Kolditz, Hans (1923–1996), deutscher Komponist, Arrangeur und Dirigent
- Kolditz, Lothar (1929–2025), deutscher Chemiker, Hochschullehrer und Politiker (parteilos), MdVLothar Kolditz (1929–2025)

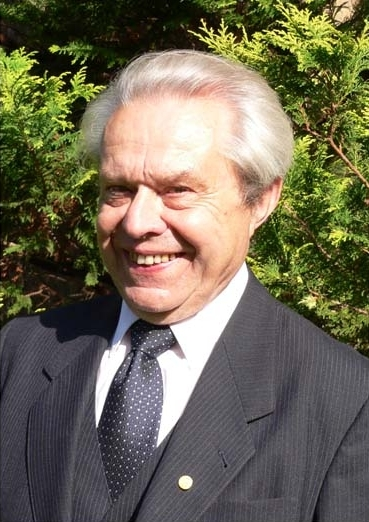
Lothar Kolditz (1929–2025)

- Kolditz, Maximilian (* 1991), deutscher Handballspieler
- Kolditz, Stefan (* 1956), deutscher Schriftsteller, Dramatiker und Drehbuchautor
- Kolditz, Thomas A. (* 1956), US-amerikanischer Offizier, Hochschullehrer, Autor und Unternehmensberater
- Kolditz, Werner (1925–2004), deutscher Fußballspieler

### Koldo
- Koldofsky, Adolph (1905–1951), kanadischer Geiger
- Koldofsky, Eleanor (1920–2023), kanadische Musik- und Filmproduzentin und Autorin
- Koldofsky, Gwendolyn (1906–1998), kanadische Pianistin und Musikpädagogin
- Koldovská, Tereza (* 2004), tschechische Nordische Kombiniererin
- Koldovský, Karel (1898–1943), tschechoslowakischer Skispringer

### Koldu
- Koldunow, Alexander Iwanowitsch (1923–1992), sowjetischer Offizier
- Koldunow, Nikita Olegowitsch (* 2000), russischer Fußballspieler